# Фонтан с нимфой (Рига)
«Фонтан с нимфой» — живописный фонтан в городе Риге, расположенный на территории зелёных насаждений вдоль городского канала, напротив здания Национальной оперы.

## История

### Замысел Фольца
В 1887 году скульптор Август Фольц, получавший многочисленные заказы на оформление фасадов частных особняков и общественно-репрезентативных зданий, а также создававший скульптурные ансамбли в центральной части Риги, задумал проект фонтана, который находился бы напротив здания Первого городского (Немецкого) театра, успешно восстановленного архитектором Рейнгольдом Шмелингом после опустошительного пожара, вызванного повреждением системы газового освещения. Мастерская Фольца работала над внутренним убранством театра, а сам Фольц обдумывал возможности благоустройства окружения этого здания, построенного в величественном неоклассическом стиле. Фольц пришёл к выводу, что идея нимфы, позирующей на фоне театра, могла бы иметь успех, тем более нимфа является романтизированным персонажем древнегреческой мифологии, что ассоциативно соответствовало бы стилю Первого городского театра, отдалённо напоминающего храмовые постройки, характерные для античного зодчества.

### Возможные прототипы. Легенды
История создания этого рижского фонтана со временем обросла легендами и преданиями. Известно, что у Фольца возникли проблемы с поиском натурщицы, отчего в среде городских обывателей возникла легенда о том, что ей могла стать одна из наиболее обсуждаемых в городе личностей, фаворитка Александра III Амалия Рейнгольд (урождённая Флейш). Она отправилась в Ригу вместе с четырьмя детьми по тайной воле императора, вероятно, после того, как возник риск публичной огласки их любовных отношений. Известно, что она была знакома с Августом Фольцем. В пользу этой истории свидетельствует количество фигурок детей у подножия фонтана — три мальчика и одна девочка (столько же было у Амалии Рейнгольд, жившей, кстати, на Инженерной улице рядом с главным корпусом Рижского Политехникума, который расположен с левой стороны от здания Оперы и фонтана).

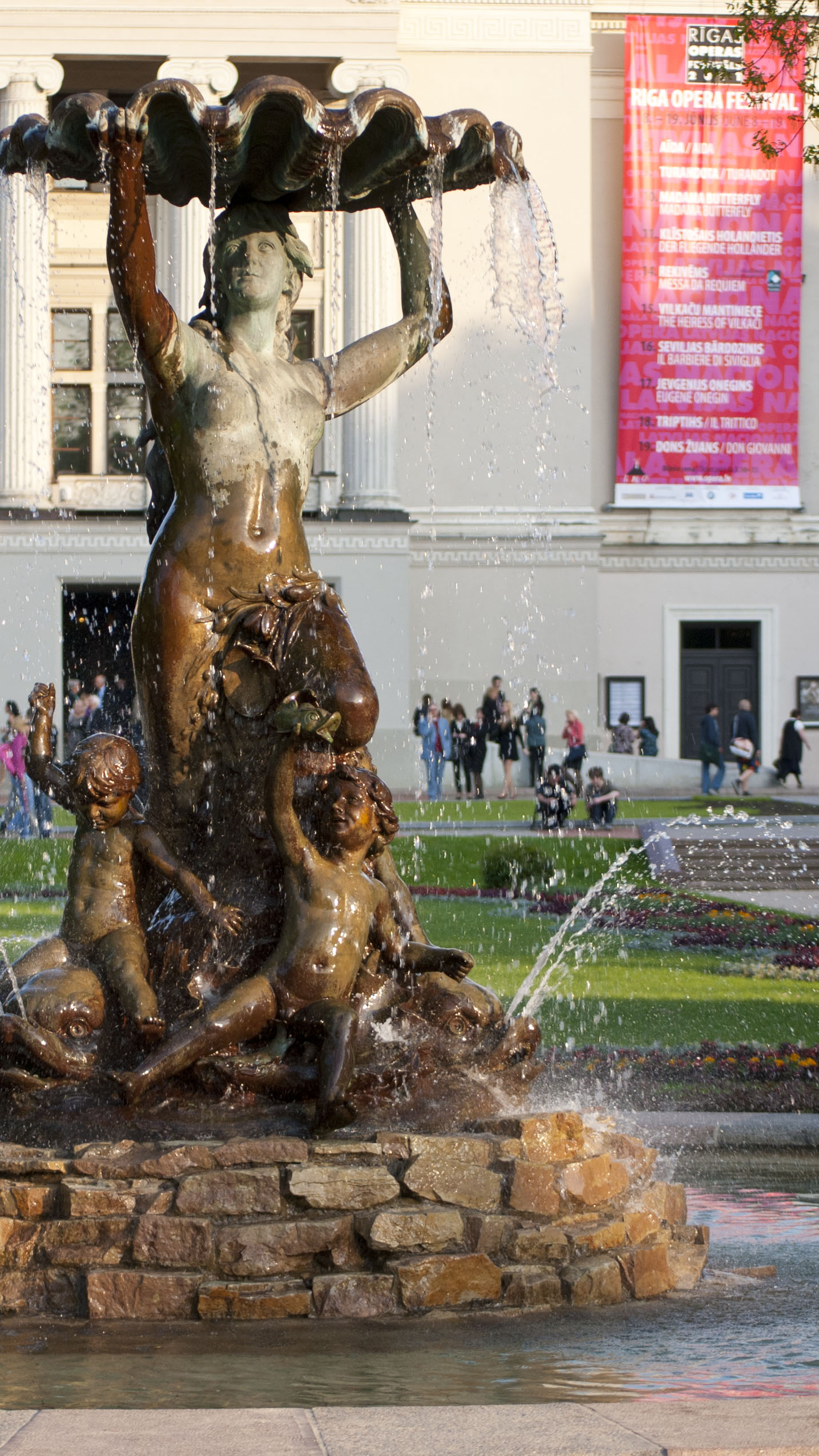

Другая легенда повествует о том, что Фольц был без ума от своей натурщицы, оставшейся анонимной, и нарочно тянул с исполнением ответственного заказа, оставаясь подолгу наедине со своей возлюбленной, поэтому скульптурное произведение было готово позже оговоренного срока. На самом деле скульптор Фольц ко времени создания фонтана «Нимфа» уже был женат, так что образ, воплощённый в композиции, может быть охарактеризован как собирательный.

### Прусская школа. Собирательный образ
В то же время существует версия о том, что Фольц, создавая «Нимфу», мог на самом деле отразить свои детские и юношеские впечатления от прусской традиции классической скульптуры. Рижский краевед Кирилл Соклаков отмечает, что Фольц мог вдохновляться скульптурной композицией, которую ваял немецкий скульптор Фридрих Мест для прусского промышленника Эйгена Дитенхофа. Мест, в свою очередь, черпал вдохновение от скульптуры «Триумф Галатеи», украшающей ансамбль виллы Фарнезина в Риме. Галатея, воплощённая Местом, держит над головой изящную раковину волнистой формы, что свидетельствует о возникновении «бродячего сюжета», который по-разному осмысляется скульпторами, принадлежащими к прусской школе, на основе которой был воспитан и Фольц. Известно, что после того, как скульптурная композиция Фридриха Места произвела фурор в Вене, другой немецкий ваятель Роберт Тобернц создал похожую статую для украшения главного городского фонтана в Гёрлице — раковина в руках женской статуи также служила чашей для воды.

### Дальнейшая история
Статуя, по замечанию Соклакова, была выполнена в цинке, поэтому фонтан не был эвакуирован в период угрозы наступления немецких войск на Ригу с началом Первой мировой войны, когда со стороны военного командования Прибалтийских губерний поступил приказ эвакуировать бронзовые ценности. Однако позже цинк подвергся деформации, и в 1986 году латвийский скульптор Мирдза Лукажа выполнила точную копию «Нимфы» Фольца из бронзы, а оригинал из цинка был разобран и перевезён в Рундальский дворец.